# C-Kommando
Das C-Kommando ist eine Relation der Knoten in dem Syntaxbaum eines Satzes. Es wird vor allem in Phrasenstrukturgrammatiken nach Chomsky'schen Theorien (Government & Binding und Minimalismus) verwendet und ist nicht unbedingt in anderen syntaktischen Theorien, wie zum Beispiel den Dependenzgrammatiken anwendbar.
Ein Knoten A einem Syntaxbaum c-kommandiert einen anderen Knoten B im selben Syntaxbaum, wenn B ein Schwesterknoten zu A ist, oder B von einem Schwesterknoten von A dominiert wird.

## Definition
Die Definition des c-Kommandos baut auf der Dominanzrelation in Bäumen auf. Ein Knoten A dominiert einen anderen Knoten B, wenn A im Baum über B steht, und ein Pfad von A nach B existiert, der im Baum nur hinab geht. A dominiert also B, wenn B ein direkter Nachfahre (Tochter-, Enkel-, Urenkelknoten etc.) von A ist. B wird direkt dominiert, wenn zwischen A und B kein weiterer Knoten steht. Die c-Kommandorelation zwischen zwei Knoten A und B besteht nun, wenn A B nicht dominiert, jedoch B vom selben Knoten dominiert wird, der A direkt dominiert.
C-kommandieren sich zwei Knoten A und B gegenseitig, so spricht man vom symmetrischen c-Kommando; ist das nicht der Fall, spricht man vom asymmetrischen c-Kommando.

## Beispiel

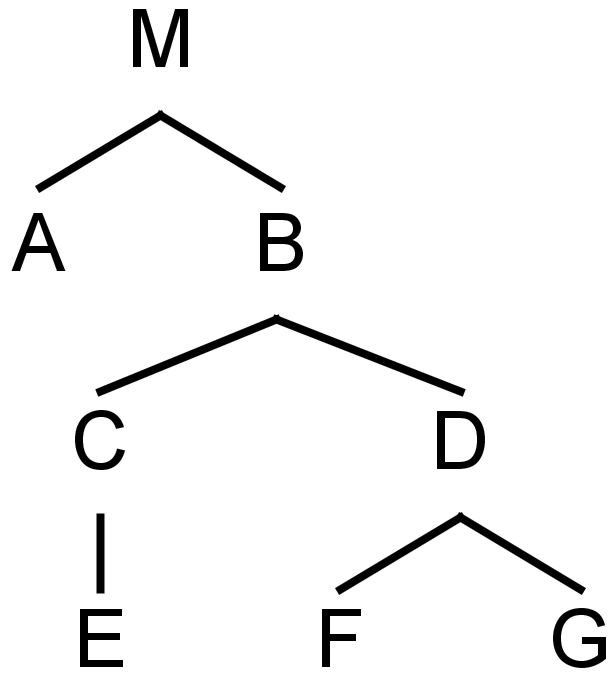
Abbildung 1. Ein einfacher Syntaxbaum

In dem Beispielbaum (siehe Abbildung 1) sind folgende c-Kommandorelationen enthalten:
- M c-kommandiert keinen anderen Knoten, da er ganz oben im Baum steht
- A c-kommandiert B, sowie alle Tochterknoten von B
- B c-kommandiert A
- C c-kommandiert D, F und G
- D c-kommandiert C und E
- E c-kommandiert keinen Knoten, in manchen Definitionen kann E die Knoten D, F und G jedoch c-kommandieren
- F c-kommandiert G
- G c-kommandiert F

A und B, C und D, und F und G c-kommandieren sich gegenseitig, sie c-kommandieren sich also symmetrisch.

## Anwendungen
Eine mögliche Anwendung des C-Kommandos ist in der Bindungstheorie, bei der mögliche Kandidaten für Koreferenz von pronomialen Phrasen mit ihrem Antezedent untersucht werden. Die Koreferenz dieser syntaktischen Phrasen scheint bestimmten Regeln zu unterliegen; eine davon ist, dass das Pronomen die andere Phrase nicht c-kommandieren darf, wenn beide Phrasen koreferent sein sollen:
Er sagte, dass Peter kommt.
Seine Mutter sagte, dass Peter kommt.
Im zweiten Satz können "seine" und "Peter" koreferieren, es könnte sich also um Peters Mutter handeln. Im ersten Satz ist das aber nicht möglich. Die Erklärung hierfür soll das C-Kommando sein: Er c-kommandiert Peter, und dadurch können die Phrasen nicht koreferieren. Seine ist jedoch tiefer in der Baumstruktur, und kann dadurch Peter nicht mehr c-kommandieren, wodurch die Phrasen koreferent sein können.